# José Sanz Aguado
José Sanz Aguado, (Martorell, 20 de novembre de 1907 - Madrid, 14 de desembre de 1969, fou un jugador d'escacs català, que es va traslladar a viure a Madrid en la seva infantesa.

## Resultats destacats en competició
Va començar a destacar en els escacs a Madrid, cap a 1925, i els seus èxits van fer que fos seleccionat per les Olimpíades de Praga de 1931. El 1932, després del Torneig Nacional de València, va aconseguir el títol de Mestre.
Va ser campió d'Espanya l'any 1943, superant Ramón Rey Ardid, en un matx que acabà 5,5 a 4,5, (+4 =3 -3). El 1946 va participar en el matx radiofònic d'escacs entre Argentina i Espanya.
Va ser director i fundador de la revista mensual especialitzada en escacs El ajedrez español, en els seus 23 números, entre setembre de 1934 i juliol de 1936; El setembre de 1955 va dirigir la nova època de la revista.
Fou el tercer tauler, rere Pomar i Medina, de la selecció espanyola a l'històric Matx Radiofònic entre l'Argentina i Espanya de 1946.

## Partides notables
|   | a | b | c | d | e | f | g | h |   |
| 8 | a7 negres peó · b7 blanques torre · g7 negres peó · h7 negres rei · b6 negres alfil · e6 negres peó · c5 negres peó · g5 negres peó · a4 blanques cavall · c4 negres peó · h3 blanques peó · a2 blanques peó · b2 blanques peó · d2 negres torre · g2 blanques peó · g1 blanques rei | a7 negres peó · b7 blanques torre · g7 negres peó · h7 negres rei · b6 negres alfil · e6 negres peó · c5 negres peó · g5 negres peó · a4 blanques cavall · c4 negres peó · h3 blanques peó · a2 blanques peó · b2 blanques peó · d2 negres torre · g2 blanques peó · g1 blanques rei | a7 negres peó · b7 blanques torre · g7 negres peó · h7 negres rei · b6 negres alfil · e6 negres peó · c5 negres peó · g5 negres peó · a4 blanques cavall · c4 negres peó · h3 blanques peó · a2 blanques peó · b2 blanques peó · d2 negres torre · g2 blanques peó · g1 blanques rei | a7 negres peó · b7 blanques torre · g7 negres peó · h7 negres rei · b6 negres alfil · e6 negres peó · c5 negres peó · g5 negres peó · a4 blanques cavall · c4 negres peó · h3 blanques peó · a2 blanques peó · b2 blanques peó · d2 negres torre · g2 blanques peó · g1 blanques rei | a7 negres peó · b7 blanques torre · g7 negres peó · h7 negres rei · b6 negres alfil · e6 negres peó · c5 negres peó · g5 negres peó · a4 blanques cavall · c4 negres peó · h3 blanques peó · a2 blanques peó · b2 blanques peó · d2 negres torre · g2 blanques peó · g1 blanques rei | a7 negres peó · b7 blanques torre · g7 negres peó · h7 negres rei · b6 negres alfil · e6 negres peó · c5 negres peó · g5 negres peó · a4 blanques cavall · c4 negres peó · h3 blanques peó · a2 blanques peó · b2 blanques peó · d2 negres torre · g2 blanques peó · g1 blanques rei | a7 negres peó · b7 blanques torre · g7 negres peó · h7 negres rei · b6 negres alfil · e6 negres peó · c5 negres peó · g5 negres peó · a4 blanques cavall · c4 negres peó · h3 blanques peó · a2 blanques peó · b2 blanques peó · d2 negres torre · g2 blanques peó · g1 blanques rei | a7 negres peó · b7 blanques torre · g7 negres peó · h7 negres rei · b6 negres alfil · e6 negres peó · c5 negres peó · g5 negres peó · a4 blanques cavall · c4 negres peó · h3 blanques peó · a2 blanques peó · b2 blanques peó · d2 negres torre · g2 blanques peó · g1 blanques rei | 8 |
| 7 | a7 negres peó · b7 blanques torre · g7 negres peó · h7 negres rei · b6 negres alfil · e6 negres peó · c5 negres peó · g5 negres peó · a4 blanques cavall · c4 negres peó · h3 blanques peó · a2 blanques peó · b2 blanques peó · d2 negres torre · g2 blanques peó · g1 blanques rei | a7 negres peó · b7 blanques torre · g7 negres peó · h7 negres rei · b6 negres alfil · e6 negres peó · c5 negres peó · g5 negres peó · a4 blanques cavall · c4 negres peó · h3 blanques peó · a2 blanques peó · b2 blanques peó · d2 negres torre · g2 blanques peó · g1 blanques rei | a7 negres peó · b7 blanques torre · g7 negres peó · h7 negres rei · b6 negres alfil · e6 negres peó · c5 negres peó · g5 negres peó · a4 blanques cavall · c4 negres peó · h3 blanques peó · a2 blanques peó · b2 blanques peó · d2 negres torre · g2 blanques peó · g1 blanques rei | a7 negres peó · b7 blanques torre · g7 negres peó · h7 negres rei · b6 negres alfil · e6 negres peó · c5 negres peó · g5 negres peó · a4 blanques cavall · c4 negres peó · h3 blanques peó · a2 blanques peó · b2 blanques peó · d2 negres torre · g2 blanques peó · g1 blanques rei | a7 negres peó · b7 blanques torre · g7 negres peó · h7 negres rei · b6 negres alfil · e6 negres peó · c5 negres peó · g5 negres peó · a4 blanques cavall · c4 negres peó · h3 blanques peó · a2 blanques peó · b2 blanques peó · d2 negres torre · g2 blanques peó · g1 blanques rei | a7 negres peó · b7 blanques torre · g7 negres peó · h7 negres rei · b6 negres alfil · e6 negres peó · c5 negres peó · g5 negres peó · a4 blanques cavall · c4 negres peó · h3 blanques peó · a2 blanques peó · b2 blanques peó · d2 negres torre · g2 blanques peó · g1 blanques rei | a7 negres peó · b7 blanques torre · g7 negres peó · h7 negres rei · b6 negres alfil · e6 negres peó · c5 negres peó · g5 negres peó · a4 blanques cavall · c4 negres peó · h3 blanques peó · a2 blanques peó · b2 blanques peó · d2 negres torre · g2 blanques peó · g1 blanques rei | a7 negres peó · b7 blanques torre · g7 negres peó · h7 negres rei · b6 negres alfil · e6 negres peó · c5 negres peó · g5 negres peó · a4 blanques cavall · c4 negres peó · h3 blanques peó · a2 blanques peó · b2 blanques peó · d2 negres torre · g2 blanques peó · g1 blanques rei | 7 |
| 6 | a7 negres peó · b7 blanques torre · g7 negres peó · h7 negres rei · b6 negres alfil · e6 negres peó · c5 negres peó · g5 negres peó · a4 blanques cavall · c4 negres peó · h3 blanques peó · a2 blanques peó · b2 blanques peó · d2 negres torre · g2 blanques peó · g1 blanques rei | a7 negres peó · b7 blanques torre · g7 negres peó · h7 negres rei · b6 negres alfil · e6 negres peó · c5 negres peó · g5 negres peó · a4 blanques cavall · c4 negres peó · h3 blanques peó · a2 blanques peó · b2 blanques peó · d2 negres torre · g2 blanques peó · g1 blanques rei | a7 negres peó · b7 blanques torre · g7 negres peó · h7 negres rei · b6 negres alfil · e6 negres peó · c5 negres peó · g5 negres peó · a4 blanques cavall · c4 negres peó · h3 blanques peó · a2 blanques peó · b2 blanques peó · d2 negres torre · g2 blanques peó · g1 blanques rei | a7 negres peó · b7 blanques torre · g7 negres peó · h7 negres rei · b6 negres alfil · e6 negres peó · c5 negres peó · g5 negres peó · a4 blanques cavall · c4 negres peó · h3 blanques peó · a2 blanques peó · b2 blanques peó · d2 negres torre · g2 blanques peó · g1 blanques rei | a7 negres peó · b7 blanques torre · g7 negres peó · h7 negres rei · b6 negres alfil · e6 negres peó · c5 negres peó · g5 negres peó · a4 blanques cavall · c4 negres peó · h3 blanques peó · a2 blanques peó · b2 blanques peó · d2 negres torre · g2 blanques peó · g1 blanques rei | a7 negres peó · b7 blanques torre · g7 negres peó · h7 negres rei · b6 negres alfil · e6 negres peó · c5 negres peó · g5 negres peó · a4 blanques cavall · c4 negres peó · h3 blanques peó · a2 blanques peó · b2 blanques peó · d2 negres torre · g2 blanques peó · g1 blanques rei | a7 negres peó · b7 blanques torre · g7 negres peó · h7 negres rei · b6 negres alfil · e6 negres peó · c5 negres peó · g5 negres peó · a4 blanques cavall · c4 negres peó · h3 blanques peó · a2 blanques peó · b2 blanques peó · d2 negres torre · g2 blanques peó · g1 blanques rei | a7 negres peó · b7 blanques torre · g7 negres peó · h7 negres rei · b6 negres alfil · e6 negres peó · c5 negres peó · g5 negres peó · a4 blanques cavall · c4 negres peó · h3 blanques peó · a2 blanques peó · b2 blanques peó · d2 negres torre · g2 blanques peó · g1 blanques rei | 6 |
| 5 | a7 negres peó · b7 blanques torre · g7 negres peó · h7 negres rei · b6 negres alfil · e6 negres peó · c5 negres peó · g5 negres peó · a4 blanques cavall · c4 negres peó · h3 blanques peó · a2 blanques peó · b2 blanques peó · d2 negres torre · g2 blanques peó · g1 blanques rei | a7 negres peó · b7 blanques torre · g7 negres peó · h7 negres rei · b6 negres alfil · e6 negres peó · c5 negres peó · g5 negres peó · a4 blanques cavall · c4 negres peó · h3 blanques peó · a2 blanques peó · b2 blanques peó · d2 negres torre · g2 blanques peó · g1 blanques rei | a7 negres peó · b7 blanques torre · g7 negres peó · h7 negres rei · b6 negres alfil · e6 negres peó · c5 negres peó · g5 negres peó · a4 blanques cavall · c4 negres peó · h3 blanques peó · a2 blanques peó · b2 blanques peó · d2 negres torre · g2 blanques peó · g1 blanques rei | a7 negres peó · b7 blanques torre · g7 negres peó · h7 negres rei · b6 negres alfil · e6 negres peó · c5 negres peó · g5 negres peó · a4 blanques cavall · c4 negres peó · h3 blanques peó · a2 blanques peó · b2 blanques peó · d2 negres torre · g2 blanques peó · g1 blanques rei | a7 negres peó · b7 blanques torre · g7 negres peó · h7 negres rei · b6 negres alfil · e6 negres peó · c5 negres peó · g5 negres peó · a4 blanques cavall · c4 negres peó · h3 blanques peó · a2 blanques peó · b2 blanques peó · d2 negres torre · g2 blanques peó · g1 blanques rei | a7 negres peó · b7 blanques torre · g7 negres peó · h7 negres rei · b6 negres alfil · e6 negres peó · c5 negres peó · g5 negres peó · a4 blanques cavall · c4 negres peó · h3 blanques peó · a2 blanques peó · b2 blanques peó · d2 negres torre · g2 blanques peó · g1 blanques rei | a7 negres peó · b7 blanques torre · g7 negres peó · h7 negres rei · b6 negres alfil · e6 negres peó · c5 negres peó · g5 negres peó · a4 blanques cavall · c4 negres peó · h3 blanques peó · a2 blanques peó · b2 blanques peó · d2 negres torre · g2 blanques peó · g1 blanques rei | a7 negres peó · b7 blanques torre · g7 negres peó · h7 negres rei · b6 negres alfil · e6 negres peó · c5 negres peó · g5 negres peó · a4 blanques cavall · c4 negres peó · h3 blanques peó · a2 blanques peó · b2 blanques peó · d2 negres torre · g2 blanques peó · g1 blanques rei | 5 |
| 4 | a7 negres peó · b7 blanques torre · g7 negres peó · h7 negres rei · b6 negres alfil · e6 negres peó · c5 negres peó · g5 negres peó · a4 blanques cavall · c4 negres peó · h3 blanques peó · a2 blanques peó · b2 blanques peó · d2 negres torre · g2 blanques peó · g1 blanques rei | a7 negres peó · b7 blanques torre · g7 negres peó · h7 negres rei · b6 negres alfil · e6 negres peó · c5 negres peó · g5 negres peó · a4 blanques cavall · c4 negres peó · h3 blanques peó · a2 blanques peó · b2 blanques peó · d2 negres torre · g2 blanques peó · g1 blanques rei | a7 negres peó · b7 blanques torre · g7 negres peó · h7 negres rei · b6 negres alfil · e6 negres peó · c5 negres peó · g5 negres peó · a4 blanques cavall · c4 negres peó · h3 blanques peó · a2 blanques peó · b2 blanques peó · d2 negres torre · g2 blanques peó · g1 blanques rei | a7 negres peó · b7 blanques torre · g7 negres peó · h7 negres rei · b6 negres alfil · e6 negres peó · c5 negres peó · g5 negres peó · a4 blanques cavall · c4 negres peó · h3 blanques peó · a2 blanques peó · b2 blanques peó · d2 negres torre · g2 blanques peó · g1 blanques rei | a7 negres peó · b7 blanques torre · g7 negres peó · h7 negres rei · b6 negres alfil · e6 negres peó · c5 negres peó · g5 negres peó · a4 blanques cavall · c4 negres peó · h3 blanques peó · a2 blanques peó · b2 blanques peó · d2 negres torre · g2 blanques peó · g1 blanques rei | a7 negres peó · b7 blanques torre · g7 negres peó · h7 negres rei · b6 negres alfil · e6 negres peó · c5 negres peó · g5 negres peó · a4 blanques cavall · c4 negres peó · h3 blanques peó · a2 blanques peó · b2 blanques peó · d2 negres torre · g2 blanques peó · g1 blanques rei | a7 negres peó · b7 blanques torre · g7 negres peó · h7 negres rei · b6 negres alfil · e6 negres peó · c5 negres peó · g5 negres peó · a4 blanques cavall · c4 negres peó · h3 blanques peó · a2 blanques peó · b2 blanques peó · d2 negres torre · g2 blanques peó · g1 blanques rei | a7 negres peó · b7 blanques torre · g7 negres peó · h7 negres rei · b6 negres alfil · e6 negres peó · c5 negres peó · g5 negres peó · a4 blanques cavall · c4 negres peó · h3 blanques peó · a2 blanques peó · b2 blanques peó · d2 negres torre · g2 blanques peó · g1 blanques rei | 4 |
| 3 | a7 negres peó · b7 blanques torre · g7 negres peó · h7 negres rei · b6 negres alfil · e6 negres peó · c5 negres peó · g5 negres peó · a4 blanques cavall · c4 negres peó · h3 blanques peó · a2 blanques peó · b2 blanques peó · d2 negres torre · g2 blanques peó · g1 blanques rei | a7 negres peó · b7 blanques torre · g7 negres peó · h7 negres rei · b6 negres alfil · e6 negres peó · c5 negres peó · g5 negres peó · a4 blanques cavall · c4 negres peó · h3 blanques peó · a2 blanques peó · b2 blanques peó · d2 negres torre · g2 blanques peó · g1 blanques rei | a7 negres peó · b7 blanques torre · g7 negres peó · h7 negres rei · b6 negres alfil · e6 negres peó · c5 negres peó · g5 negres peó · a4 blanques cavall · c4 negres peó · h3 blanques peó · a2 blanques peó · b2 blanques peó · d2 negres torre · g2 blanques peó · g1 blanques rei | a7 negres peó · b7 blanques torre · g7 negres peó · h7 negres rei · b6 negres alfil · e6 negres peó · c5 negres peó · g5 negres peó · a4 blanques cavall · c4 negres peó · h3 blanques peó · a2 blanques peó · b2 blanques peó · d2 negres torre · g2 blanques peó · g1 blanques rei | a7 negres peó · b7 blanques torre · g7 negres peó · h7 negres rei · b6 negres alfil · e6 negres peó · c5 negres peó · g5 negres peó · a4 blanques cavall · c4 negres peó · h3 blanques peó · a2 blanques peó · b2 blanques peó · d2 negres torre · g2 blanques peó · g1 blanques rei | a7 negres peó · b7 blanques torre · g7 negres peó · h7 negres rei · b6 negres alfil · e6 negres peó · c5 negres peó · g5 negres peó · a4 blanques cavall · c4 negres peó · h3 blanques peó · a2 blanques peó · b2 blanques peó · d2 negres torre · g2 blanques peó · g1 blanques rei | a7 negres peó · b7 blanques torre · g7 negres peó · h7 negres rei · b6 negres alfil · e6 negres peó · c5 negres peó · g5 negres peó · a4 blanques cavall · c4 negres peó · h3 blanques peó · a2 blanques peó · b2 blanques peó · d2 negres torre · g2 blanques peó · g1 blanques rei | a7 negres peó · b7 blanques torre · g7 negres peó · h7 negres rei · b6 negres alfil · e6 negres peó · c5 negres peó · g5 negres peó · a4 blanques cavall · c4 negres peó · h3 blanques peó · a2 blanques peó · b2 blanques peó · d2 negres torre · g2 blanques peó · g1 blanques rei | 3 |
| 2 | a7 negres peó · b7 blanques torre · g7 negres peó · h7 negres rei · b6 negres alfil · e6 negres peó · c5 negres peó · g5 negres peó · a4 blanques cavall · c4 negres peó · h3 blanques peó · a2 blanques peó · b2 blanques peó · d2 negres torre · g2 blanques peó · g1 blanques rei | a7 negres peó · b7 blanques torre · g7 negres peó · h7 negres rei · b6 negres alfil · e6 negres peó · c5 negres peó · g5 negres peó · a4 blanques cavall · c4 negres peó · h3 blanques peó · a2 blanques peó · b2 blanques peó · d2 negres torre · g2 blanques peó · g1 blanques rei | a7 negres peó · b7 blanques torre · g7 negres peó · h7 negres rei · b6 negres alfil · e6 negres peó · c5 negres peó · g5 negres peó · a4 blanques cavall · c4 negres peó · h3 blanques peó · a2 blanques peó · b2 blanques peó · d2 negres torre · g2 blanques peó · g1 blanques rei | a7 negres peó · b7 blanques torre · g7 negres peó · h7 negres rei · b6 negres alfil · e6 negres peó · c5 negres peó · g5 negres peó · a4 blanques cavall · c4 negres peó · h3 blanques peó · a2 blanques peó · b2 blanques peó · d2 negres torre · g2 blanques peó · g1 blanques rei | a7 negres peó · b7 blanques torre · g7 negres peó · h7 negres rei · b6 negres alfil · e6 negres peó · c5 negres peó · g5 negres peó · a4 blanques cavall · c4 negres peó · h3 blanques peó · a2 blanques peó · b2 blanques peó · d2 negres torre · g2 blanques peó · g1 blanques rei | a7 negres peó · b7 blanques torre · g7 negres peó · h7 negres rei · b6 negres alfil · e6 negres peó · c5 negres peó · g5 negres peó · a4 blanques cavall · c4 negres peó · h3 blanques peó · a2 blanques peó · b2 blanques peó · d2 negres torre · g2 blanques peó · g1 blanques rei | a7 negres peó · b7 blanques torre · g7 negres peó · h7 negres rei · b6 negres alfil · e6 negres peó · c5 negres peó · g5 negres peó · a4 blanques cavall · c4 negres peó · h3 blanques peó · a2 blanques peó · b2 blanques peó · d2 negres torre · g2 blanques peó · g1 blanques rei | a7 negres peó · b7 blanques torre · g7 negres peó · h7 negres rei · b6 negres alfil · e6 negres peó · c5 negres peó · g5 negres peó · a4 blanques cavall · c4 negres peó · h3 blanques peó · a2 blanques peó · b2 blanques peó · d2 negres torre · g2 blanques peó · g1 blanques rei | 2 |
| 1 | a7 negres peó · b7 blanques torre · g7 negres peó · h7 negres rei · b6 negres alfil · e6 negres peó · c5 negres peó · g5 negres peó · a4 blanques cavall · c4 negres peó · h3 blanques peó · a2 blanques peó · b2 blanques peó · d2 negres torre · g2 blanques peó · g1 blanques rei | a7 negres peó · b7 blanques torre · g7 negres peó · h7 negres rei · b6 negres alfil · e6 negres peó · c5 negres peó · g5 negres peó · a4 blanques cavall · c4 negres peó · h3 blanques peó · a2 blanques peó · b2 blanques peó · d2 negres torre · g2 blanques peó · g1 blanques rei | a7 negres peó · b7 blanques torre · g7 negres peó · h7 negres rei · b6 negres alfil · e6 negres peó · c5 negres peó · g5 negres peó · a4 blanques cavall · c4 negres peó · h3 blanques peó · a2 blanques peó · b2 blanques peó · d2 negres torre · g2 blanques peó · g1 blanques rei | a7 negres peó · b7 blanques torre · g7 negres peó · h7 negres rei · b6 negres alfil · e6 negres peó · c5 negres peó · g5 negres peó · a4 blanques cavall · c4 negres peó · h3 blanques peó · a2 blanques peó · b2 blanques peó · d2 negres torre · g2 blanques peó · g1 blanques rei | a7 negres peó · b7 blanques torre · g7 negres peó · h7 negres rei · b6 negres alfil · e6 negres peó · c5 negres peó · g5 negres peó · a4 blanques cavall · c4 negres peó · h3 blanques peó · a2 blanques peó · b2 blanques peó · d2 negres torre · g2 blanques peó · g1 blanques rei | a7 negres peó · b7 blanques torre · g7 negres peó · h7 negres rei · b6 negres alfil · e6 negres peó · c5 negres peó · g5 negres peó · a4 blanques cavall · c4 negres peó · h3 blanques peó · a2 blanques peó · b2 blanques peó · d2 negres torre · g2 blanques peó · g1 blanques rei | a7 negres peó · b7 blanques torre · g7 negres peó · h7 negres rei · b6 negres alfil · e6 negres peó · c5 negres peó · g5 negres peó · a4 blanques cavall · c4 negres peó · h3 blanques peó · a2 blanques peó · b2 blanques peó · d2 negres torre · g2 blanques peó · g1 blanques rei | a7 negres peó · b7 blanques torre · g7 negres peó · h7 negres rei · b6 negres alfil · e6 negres peó · c5 negres peó · g5 negres peó · a4 blanques cavall · c4 negres peó · h3 blanques peó · a2 blanques peó · b2 blanques peó · d2 negres torre · g2 blanques peó · g1 blanques rei | 1 |
|   | a | b | c | d | e | f | g | h |   |

La següent és una molt famosa partida de la qual el GM Aleksandr Kótov va comentar (de la posició que es dona després de la jugada 34 de les negres): "Aquesta posició meravella! Dos peons aïllats i doblats tenen aquí més poder que una torre i un cavall. Si es calcula el valor de les peces, les blanques són 4 vegades més fortes que les negres, però les primeres hauran de capitular davant la fantasia del mestre que juga les segones".
Martín Ortueta - José Sanz Aguado, Campionat de Castella, Madrid, 1933, defensa francesa:
1. e4 e6
2. d3 d5
3. Cc3 Cf6
4. e5 Cfd7
5. f4 Ab4
6. Ad2 0-0
7. Cf3 f6
8. d4 c5
9. Cb5 fxe5
10. dxe5 Txf4
11. c3 Te4+
12. Ae2 Aa5
13. 0-0 Cxe5
14. Cxe5 Txe5
15. Af4 Tf5
16. Ad3 Tf6
17. Dc2 h6
18. Ae5 Cd7
19. Axf6 Cxf6
20. Txf6 Dxf6
21. Tf1 De7
22. Ah7+ Rh8
23. Dg6 Ad7
24. Tf7 Dg5
25. Dxg5 hxg5
26. Txd7 Rxh7
27. Txb7 Ab6
28. c4 dxc4
29. Cc3 Td8
30. h3 Td2
31. Ca4 Txb2!!
32. Cxb2 c3
33. Txb6 c4!!
34. Tb4 a5!!
35. Cxc4 c2 0-1.

## Llibres publicats
- Campeonatos de España de ajedrez, 1944-1945, editorial Dossat, 1945.
- Morphy, la estrella fugaz del ajedrez, editorial Ricardo Aguilera, 1957.[14]